# 쓰카하라촌
쓰카하라촌(塚原村)은 도야마현 이미즈군에 있던 촌이다. 구 신미나토시의 남서부, 현재의 이미즈시 서쪽 끝에 위치한 쓰카하라 지역이다. 

## 역사
- 1889년 4월 1일 - 정촌제 시행에 의해 이미즈군 쓰카하라촌이 성립하였다.
- 1953년 10월 5일 - 신미나토시에 편입되었다.

## 참고문헌
- 『市町村名変遷辞典』東京堂出版、1990年。